# Kikoriki: La llegenda del drac daurat
Kikoriki: La llegenda del drac daurat (originalment en rus, Смеша́рики. Леге́нда о золото́м драко́не; transcrit com a Smeixàriki. Leguenda o zolotom drakone) és una pel·lícula d'animació 3D dirigida per Denís Txernov, que és una seqüela de la sèrie animada Kikoriki. L'estrena estava prevista l'1 d'octubre de 2015, però es va posposar per al 17 de març de 2016. L'animació va ser produïda per la unió d'empreses Riki, que inclou l'estudi Petersburg. El 2019 es va estrenar la versió doblada al català.

## Premis i reconeixements
- 2017: 22è Festival Obert de Cinema d'Animació de Rússia - Premi del Jurat al millor llargmetratge[4]
- 2017: Ícar - nominació a la pel·lícula taquillera[5]